# Lijst van spoorwegstations in het Verenigd Koninkrijk - V
Dit is een lijst van spoorwegstations in het Verenigd Koninkrijk waarvan de naam begint met een V.
| Station        | Code | Graafschap/ County/ City | District  | Beheerder           | Passagiers in/uit 2004-2005 (mln) | Passagiers in/uit 2005-2006 (mln) | Passagiers in/uit 2006-2007 (mln) | Passagiers in/uit 2007-2008 (mln) | Passagiers in/uit 2008-2009 (mln) |
| -------------- | ---- | ------------------------ | --------- | ------------------- | --------------------------------- | --------------------------------- | --------------------------------- | --------------------------------- | --------------------------------- |
| Valley         | VAL  | Anglesey                 |           | Transport for Wales | 0,017                             | 0,016                             | 0,018                             | 0,019                             | 0,014                             |
| Vauxhall       | VXH  | Groot-Londen             | Lambeth   | South West Trains   | 7,952                             | 7,687                             | 10,469                            | 15,42                             | 14,582                            |
| Virginia Water | VIR  | Surrey                   | Runnymede | South West Trains   | 0,397                             | 0,426                             | 0,453                             | 0,521                             | 0,547                             |

A · 
B · 
C · 
D · 
E · 
F · 
G · 
H · 
I · 
J · 
K · 
L · 
M · 
N · 
O · 
P · 
Q · 
R · 
S · 
T · 
U · 
V · 
W · 
X · 
Y · 
Z

Alle stations (sorteerbaar)